# Episodi di Doctor Who (serie televisiva 2005) (quinta stagione)
La quinta stagione della seconda serie televisiva Doctor Who (2005-2022), con Matt Smith nel ruolo dell'Undicesimo Dottore e Karen Gillan in quello di Amy Pond, è stata trasmessa nel Regno Unito dal 3 aprile al 25 giugno 2010 su BBC One.
In Italia è andata in onda in prima visione assoluta in chiaro su Rai 4 a partire dal 25 marzo all'8 aprile 2011, preceduta da una serie di episodi speciali, trasmessi tra il 19 e il 24 marzo: (Un altro Dottore, Il pianeta dei morti, L'acqua di Marte, La fine del tempo (prima parte), La fine del tempo (seconda parte): vedi Episodi speciali di Doctor Who per ulteriori informazioni).
| nº | Titolo originale       | Titolo italiano       | Prima TV UK    | Prima TV Italia |
| -- | ---------------------- | --------------------- | -------------- | --------------- |
| 1  | The Eleventh Hour      | L'undicesima ora      | 3 aprile 2010  | 25 marzo 2011   |
| 2  | The Beast Below        | La bestia di sotto    | 10 aprile 2010 | 26 marzo 2011   |
| 3  | Victory of the Daleks  | L'arma di Churchill   | 17 aprile 2010 | 28 marzo 2011   |
| 4  | The Time of Angels     | Il tempo degli Angeli | 24 aprile 2010 | 29 marzo 2011   |
| 5  | Flesh and Stone        | Carne e pietra        | 1º maggio 2010 | 30 marzo 2011   |
| 6  | The Vampires of Venice | I vampiri di Venezia  | 8 maggio 2010  | 31 marzo 2011   |
| 7  | Amy's Choice           | La scelta di Amy      | 15 maggio 2010 | 1º aprile 2011  |
| 8  | The Hungry Earth       | La civiltà sepolta    | 22 maggio 2010 | 2 aprile 2011   |
| 9  | Cold Blood             | Sangue freddo         | 29 maggio 2010 | 4 aprile 2011   |
| 10 | Vincent and the Doctor | Vincent e il Dottore  | 5 giugno 2010  | 5 aprile 2011   |
| 11 | The Lodger             | Il coinquilino        | 12 giugno 2010 | 6 aprile 2011   |
| 12 | The Pandorica Opens    | La Pandorica si apre  | 19 giugno 2010 | 7 aprile 2011   |
| 13 | The Big Bang           | Il Big Bang           | 26 giugno 2010 | 8 aprile 2011   |

## L'undicesima ora
- Titolo originale: The Eleventh Hour
- Diretto da: Adam Smith
- Scritto da: Steven Moffat

### Trama

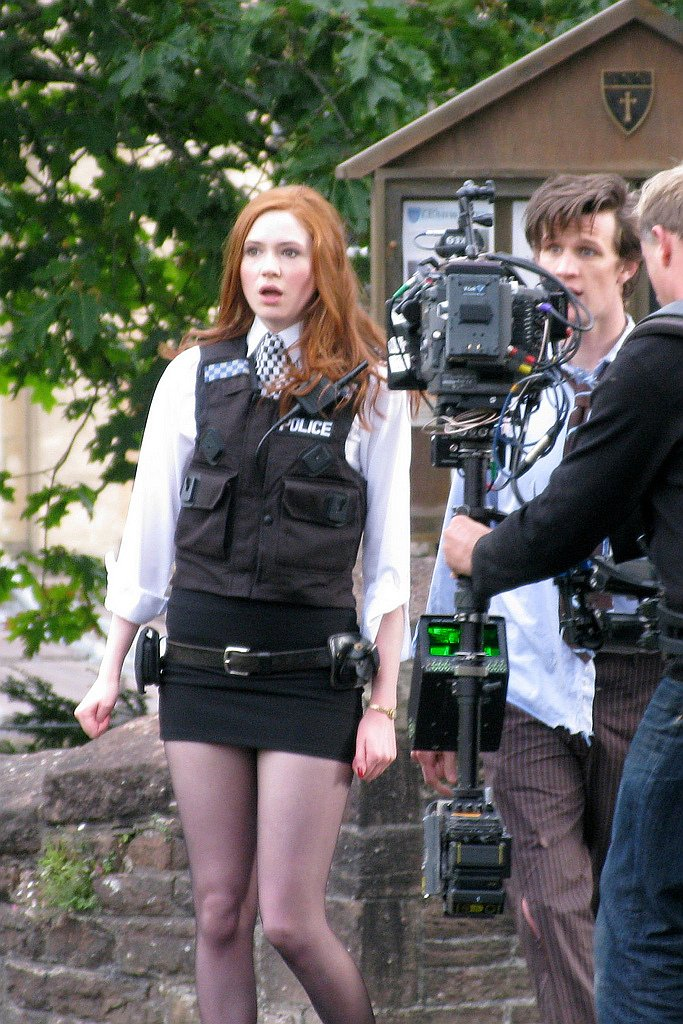
Karen Gillan e Matt Smith durante le riprese dell'episodio

1996, Leadworth, Inghilterra: il nuovo Undicesimo Dottore precipita, con il suo TARDIS, nel cortile della casa di Amelia Pond, una bambina di sette anni spaventata da una crepa formatasi nel muro della sua camera. Con la promessa di ritornare dopo cinque minuti il Dottore riparte ma, per colpa dell'instabilità del TARDIS, gravemente danneggiato dalla rigenerazione del Decimo, ritorna dopo dodici anni.
2008: Qui il Dottore e l'ormai adolescente Amelia "Amy" Pond, con l'aiuto del suo ragazzo, l'infermiere Rory Williams, tentano di salvare il mondo in venti minuti dagli Atraxi, un gruppo di poliziotti galattici alla ricerca del Prigioniero Zero, un alieno mutaforma dall'aspetto di un grottesco pesce abissale sospeso in aria, fuggito dalla loro prigione tramite la misteriosa crepa formatasi nella stanza di Amy. Gli Atraxi sono disposti a tutto pur di ritrovare il Prigioniero Zero, anche a incenerire l'intero pianeta. Ma il Dottore, completato il processo di rigenerazione, salva per l'ennesima volta la Terra, facendo imitare Amy al Prigioniero Zero e facendo sognare ad Amy dormiente per colpa del fuggitivo il Prigioniero Zero. In questo modo il Prigioniero imita se stesso e viene facilmente riconosciuto e catturato dagli Atraxi. Con un TARDIS nuovo di zecca il Dottore riparte per fargli fare un giro di rodaggio, ma ritorna, sbadatamente, dopo altri due anni, nel 2010. È qui che il Signore del Tempo offre a Amy la possibilità di viaggiare con lui ammettendo di essere rimasto da solo per troppo tempo. Amy decide di partire con lui, nonostante il giorno dopo si debba sposare con Rory.
- Altri interpreti: Arthur Darvill (Rory Williams), Caitlin Blackwood (Amelia Pond bambina), Karen Gillan (Amelia Pond adulta), Nina Wadia (Dr. Ramsden), Marcello Magni (Barney Collins), Perry Benson (gelataio), Annette Crosbie (Mrs. Angelo), Tom Hopper (Jeff), Arthur Cox (Mr. Henderson), Olivia Colman (madre), Eden Monteath (prima bambina), Merin Monteath (seconda bambina), David de Keyser (voce degli Atraxi), William Wilde (voce del Prigioniero Zero), Patrick Moore (sé stesso)

### Curiosità
- La scena in cui il Prigioniero Zero si avvicina a Amy di soppiatto da dietro è una citazione dal film Alien.

## La bestia di sotto
- Titolo originale: The Beast Below
- Diretto da: Andrew Gunn
- Scritto da: Steven Moffat

### Trama
3295: Il Dottore porta Amy a visitare un lontano futuro, dove gli abitanti della Terra si sono trasferiti su colossali navi. Lì troveranno la Britannia nello spazio (senza la Scozia, la quale ha preferito avere un'altra astronave). Il Dottore però non si capacita di come la gigantesca macchina si possa muovere senza avere un vero motore. Chiunque scopra qualcosa sulla verità della nave viene costretto a conoscerne l'intera storia, alla fine della quale sceglierà se dimenticare (tasto FORGET), oppure di protestare (tasto PROTEST). Se si sceglie la seconda opzione si viene scaraventati giù di un centinaio di metri, in quella che il Dottore definisce "una bocca". Con l'aiuto della regina Elisabetta "Liz" X e una bambina di nome Mandy si scoprirà che l'intera popolazione britannica vive su una astronave mossa da un essere che viene continuamente torturato: l'ultima Balena Astrale, passata vicino alla Terra anni e anni prima. Il Dottore è dell'idea di ridurre la Balena a un vegetale per impedirle di soffrire, ma Amy riesce a spegnere il macchinario che la tortura premendo il bottone "abdica" con la mano della regina, capendo che la Balena si era offerta di trasportare la nave, e non era capitata vicino alla Terra per caso.
Alla fine della puntata il TARDIS riceve una strana telefonata dal Primo Ministro Winston Churchill, che chiede urgentemente aiuto al Dottore; di fronte a lui si può infatti scorgere l'ombra di un Dalek.
- Altri interpreti: Sophie Okonedo (Elisabetta X/Liz 10), Terrence Hardiman (Hawthorne), Hannah Sharp (Mandy), Alfie Field (Timmy), Christopher Good (Morgan), David Ajala (Peter), Catrin Richards (ragazza), Jonathan Battersby (Winder), Chris Porter (voce degli Smiler e degli Winder), Ian McNeice (Winston Churchill)

## L'arma di Churchill
- Titolo originale: Victory of the Daleks
- Diretto da: Andrew Gunn
- Scritto da: Mark Gatiss

### Trama
Amy e il Dottore vanno a Londra dopo la richiesta d'aiuto di Churchill durante la seconda guerra mondiale, giungendo però con un mese di ritardo. Il ministro mostra loro che lo scienziato Bracewell ha costruito dei robot da lui battezzati "fanti di ferro" che combattano contro i tedeschi, ma il Dottore li riconosce subito come Dalek. Questi ultimi apparentemente si identificano come i fanti di ferro inglesi, ma dopo che il Dottore dice il proprio nome rivelano di avere una navicella spaziale orbitante intorno alla luna. I Dalek espongono Bracewell come un androide, si teletrasportano sulla loro nave e attivano un "Dispositivo Progenitore" come parte del loro piano per ripristinare la loro razza; il Dottore segue i nemici con il TARDIS, lasciando Amy indietro per sicurezza. Minaccia, ingannandoli con un biscotto di burro,  quindi le creature di distruggere la navicella (anche a costo di morire) per impedire al Progenitore di caricarsi, ma i Dalek in risposta lanciano un raggio di energia che illumina l'intera città di Londra rendendola esposta ad attacchi dei tedeschi, creando una situazione di stallo. Il Progenitore termina il caricamento, dando origine a cinque Dalek in involucri metalli più evoluti che distruggono quelli vecchi considerati "impuri". Intanto, sulla Terra, Amy convince Churchill e Bracewell a modificare tre Spitfit in modo che possano volare nello spazio, bloccando il raggio di energia che tiene Londra illuminata. I Dalek attivano allora una fonte di energia posizionata nel torace di Bracewell, che contiene un buco nero instabile che potrebbe consumare la Terra. Il Dottore è costretto a decidere se sconfiggere i suoi acerrimi nemici o salvare la Terra e decide di tornare sul pianeta dove disattiva la macchina con l'aiuto di Amy, convincendo Bracewell che i suoi sentimenti umani sono più forti della sua parte meccanica, tramite il ricordo della persona amata, Dorabella: un dolore dolce, così definito da Amy. I Dalek si ritirano nell'iperspazio annunciando la loro vittoria, poiché sono riusciti a manipolare il Dottore tramite la sua compassione per la Terra. Il Dottore ed Amy ritirano tutta la tecnologia futuristica portata nella Londra degli anni Quaranta nonostante Churchill vorrebbe usarla per guerra e convincono Bracewell che non deve morire dato che ha contribuito a salvare il mondo, prima di ripartire con il TARDIS.
- Altri interpreti: Ian McNeice (Winston Churchill), Bill Paterson (Bracewell), Nina de Cosimo (Blanche), Tim Wallers (Childers), Nicholas Pegg (Dalek), Barnaby Edwards (Dalek), Nicholas Briggs (voce dei Dalek), Susannah Fielding (Lilian), James Albrecht (Todd), Colin Prockter (guardiano dei raid aerei)

## Il tempo degli Angeli
- Titolo originale: The Time of Angels
- Diretto da: Adam Smith
- Scritto da: Steven Moffat

### Trama
Il Dottore e Amy salvano River Song, fuggita dall'astronave Bisanzio, che si schianterà su Alfava Metraxis, dopo avere ricevuto un suo messaggio dal futuro. La Bisanzio contiene un Angelo Piangente e River, assieme a Padre Ottaviano e i suoi "chierici" militarizzati, stanno ordendo una missione per catturarlo e neutralizzarlo al fine di proteggere la popolazione. Mentre i chierici allestiscono il campo base, il Dottore, River e Amy accendono un video per controllare che l'Angelo Piangente sulla Bisanzio sia ancora lì. Studiando dei testi sulle creature, il Dottore e River scoprono che il video di un Angelo Piangente può diventare un Angelo Piangente esso stesso: Amy, che è rimasta a guardare il video, vede l'Angelo prendere vita e uscire dallo schermo. Riesce a interrompere il filmato e a farlo scomparire, ma sente una strana sensazione nell'occhio dopo aver guardato lo sguardo della creatura. Padre Ottaviano guida il gruppo in un labirinto di grotte per raggiungere la Bisanzio; il dedalo è pieno di statue che si ritiene appartengano agli indigeni del posto, ma successivamente il Dottore si rende conto che i locali erano persone a due teste, mentre le statue ne hanno solo una: si tratta di Angeli Piangenti indeboliti. L'Angelo Piangente sulla Bisanzio aveva fatto precipitare di proposito la navicella sul pianeta al fine di preservare la propria specie. Gli Angeli Piangenti iniziano a inseguire il gruppo, ma Amy rivela di avere una delle creature nella propria testa dopo averla guardata troppo negli occhi e non riesce a muoversi. Il Dottore le dimostra che è solo quello che l'Angelo vuole farle credere, quindi riprendono la fuga fino a restare intrappolati con i compagni sotto lo scafo della Bisanzio, con l'intenzione di usare le loro energie vitali per rigenerarsi. Il Dottore chiede al gruppo di prepararsi a saltare e fa saltare il globo gravitazionale.
- Altri interpreti: Alex Kingston (River Song), Simon Dutton (Alistair), Mike Skinner (guardia di sicurezza), Iain Glen (Padre Ottaviano), Mark Springer (Christian), Troy Glasgow (Angelo), David Atkins (Bob), Darren Morfitt (Marco)

## Carne e pietra
- Titolo originale: Flesh and Stone
- Diretto da: Adam Smith
- Scritto da: Steven Moffat

### Trama
Il Dottore, Amy, River e Padre Ottaviano entrano nella Bisanzio per scappare dagli Angeli Piangenti, ma scopriranno che una ben più grave minaccia li attende: una misteriosa crepa, della stessa forma di quella che c'era in camera di Amy, che si nutre di energia temporale. La crepa si sta espandendo e tutti coloro che vengono risucchiati da essa vengono dimenticati dalla storia e spariscono; il Dottore comprende che per placarla serve l'energia prodotta da un grande paradosso temporale. Padre Ottaviano viene preso da un angelo; il Dottore prova a salvarlo ma non ci riesce. Ottaviano rivela al Signore del Tempo che River è agli arresti vigilati e che lui è il suo "agente di sorveglianza", perché la donna si è macchiata dell'omicidio di un uomo, una brava persona, un eroe. Purtroppo l'angelo uccide Ottaviano e il Dottore si scusa con lui per non averlo salvato. La crepa si sta ingigantendo, ma il Dottore annulla il dispositivo gravitazionale della Bisanzio, così gli Angeli Piangenti vengono risucchiati da essa, e visto che il loro potere rappresenta un paradosso temporale, ciò permette alla crepa di chiudersi. Il Dottore e Amy si separano da River, la quale rivela che ciò che ha detto Padre Ottaviano è vero: lei ha ucciso una brava persona, a suo dire l'uomo più meraviglioso che lei abbia mai incontrato. Il Dottore riaccompagna Amy a casa la notte prima del suo matrimonio, ma la ragazza confessa che è incerta sul fatto di sposarsi o no, e quindi bacia il Dottore e cerca di sedurlo. Lui comprende che la ragazza non prova niente per lui e che lei è semplicemente assuefatta dallo spirito dell'avventura, quindi la respinge e capisce che deve porre rimedio a ciò che ha fatto.
- Altri interpreti: Alex Kingston (River Song), Iain Glen (Padre Ottaviano), David Atkins (Bob/"Angelo Bob"), Darren Morfitt (Marco), Mark Monero (Pedro), George Russo (Phillip)

## I vampiri di Venezia
- Titolo originale: The Vampires of Venice
- Diretto da: Jonny Campbell
- Scritto da: Toby Whithouse

### Trama
Dopo avere recuperato Rory dalla sua festa di addio al celibato il Dottore lo convince a venire in viaggio con lui e Amy, ritenendo che un po' di avventura riaccenderà la fiamma del loro rapporto. Il Dottore, Amy e Rory arrivano nella Venezia del 1580. Qui la misteriosa famiglia Calvierri sta reclutando numerose ragazze veneziane che sembrano poi trasformarsi in vampiri. In realtà essi sono alieni e il loro capo, Rosanna, è la madre di queste creature; a causa della crepa dimensionale (come quella della camera di Amy) lei e i suoi figli si sono ritrovati nei canali di Venezia. Rosanna vuole riconvertire le donne umane iniettando in loro il DNA alieno per farle accoppiare con i suoi figli e ripopolare la loro razza, mentre Venezia sarà sommersa dalle acque. Il Dottore impedisce il piano, mentre le ragazze riconvertite in aliene muoiono in un'esplosione; Rosanna, disperata, accusa il Dottore di essere un egoista perché per salvare una sola città ha condannato a morte un'intera razza. Infine si getta nei canali di Venezia facendosi divorare dai suoi figli per nutrirli. Venezia è salva, mentre gli alieni rimasti nei canali della città moriranno con il tempo e non essendoci più femmine la razza nel corso di poco si estinguerà; infine il Dottore, Amy e Rory entrano nel TARDIS per vivere altre avventure.
- Altri interpreti: Arthur Darvill (Rory Williams), Helen McCrory (Rosanna Calvierri), Lucian Msamati (Guido), Alisha Bailey (Isabella), Alex Price (Francesco), Gabriella Wilde (vampiressa), Hannah Steele (vampiressa), Elizabeth Croft (vampiressa), Sonila Vieshta (vampiressa), Gabriella Montaraz (vampiressa), Michael Percival (ispettore), Simon Gregor (maggiordomo)

## La scelta di Amy
- Titolo originale: Amy's Choice
- Diretto da: Catherine Morshead
- Scritto da: Simon Nye

### Trama
Il Dottore, Amy e Rory si trovano divisi tra due realtà, scandendo ogni passaggio dal suono di canti di uccelli. Nella prima realtà, cinque anni dopo che Amy e Rory hanno smesso di viaggiare con il Dottore, la coppia è felicemente sposata e in attesa di un bambino, ma sono inseguiti con il Dottore da alcuni alieni chiamati Eknodine, travestiti dagli anziani del paese. Nella seconda realtà, invece, il trio si trova sul TARDIS non funzionante alla deriva verso una stella gelida il cui freddo li ucciderà. Sulla nave spaziale il gruppo riceve una visita dell'incorporeo "Signore dei Sogni", il quale spiega loro che solo una delle due realtà è reale, mentre l'altra è basata su una realtà da sogno in contrasto con quella vera: i tre devono determinare quale sia la realtà del sogno e uccidersi in essa per tornare definitivamente in quella vera, mentre se scelgono male moriranno veramente. Tenendo Amy sveglia nella realtà del TARDIS il Signore dei Sogni le chiede chi sceglierebbe tra il Dottore e Rory, cioè una vita avventurosa e spericolata con il primo o tranquilla e matrimoniale con il secondo. Tornando nella realtà da sogno Amy assiste alla morte di Rory, ucciso da uno degli alieni e decide di rischiare la vita pur di tentare di rivederlo, concludendo che si trovi nella realtà falsa. Dopo essersi uccisa con il Dottore i due si risvegliano sul TARDIS assieme a Rory e si allontanano in tempo dalla stella prima di assiderare. Dopo un'ulteriore visita del Signore dei Sogni il Dottore fa esplodere la navicella spaziale portando al risveglio definitivo con i suoi compagni, sul TARDIS di nuovo intatto: anche la realtà precedente non era vera, dal momento che il Signore dei Sogni non ha alcun potere sul mondo reale ma si tratta solo di una manifestazione del lato più oscuro del Dottore, dovuta ad alcuni pollini psichici caduti accidentalmente nel motore della nave e riscaldati.
- Altri interpreti: Arthur Darvill (Rory Williams), Toby Jones (Signore dei Sogni), Nick Hobbs (Mr. Nainby), Joan Linder (Mrs. Hamill), Audrey Ardington (Mrs. Poggit)

### Curiosità
- In una scena il Signore dei Sogni cita L'invasione degli ultracorpi.

## La civiltà sepolta
- Titolo originale: The Hungry Earth
- Diretto da: Ashley Way
- Scritto da: Chris Chibnall

### Trama
Il Dottore, Amy e Rory arrivano accidentalmente nel villaggio gallese di Cwmtaff nel 2020, dove si sta svolgendo un'operazione mineraria con una trivella supervisionata dalla dottoressa Nasreen Chaudhry con il perforatore Mo e il suocero di quest'ultimo, Tony Mack. Mo è scomparso durante il turno di notte, risucchiato dalla terra, e lo stesso succede ad Amy davanti agli occhi dei compagni. Il Dottore ipotizza che la causa sia una tecnologia aliena e rileva tre forme di vite che stanno risalendo lungo il tunnel scavato in profondità della terra, quindi si barrica nella chiesa con i compagni. Le creature si rivelano essere dei rettili umanoidi che rapiscono Elliot, il figlio di Mo, e feriscono Tony. Rory e il Dottore ne catturano uno e il Dottore scopre che sono una nuova forma di Siluriani, i quali hanno attaccato perché svegliati dalla loro ibernazione dal rumore dalla trivella; Alaya, la Siluriana catturata, ritiene come i suoi simili che la Terra appartenga alla loro razza e intengono riprendersela, interpretando la trivella come un attacco da parte degli umani. Il Dottore decide di raggiungere mediante il TARDIS il resto dei Siluriani nelle profondità della terra per parlare con loro ed elaborare una tregua, venendo accompagnato da Nasreen. Amy si risveglia legata a un tavolo accanto a Mo, il quale le spiega che la dissezioneranno viva come hanno fatto con lui precedentemente. Il Dottore e Chaudhry arrivano in una caverna sotterranea, trovando un'immensa civiltà di Siluriani.
- Altri interpreti: Arthur Darvill (Rory Williams), Neve McIntosh (Alaya), Meera Syal (Nasreen Chaudhry), Robert Pugh (Tony Mack), Nia Roberts (Ambrose), Alun Raglan (Mo), Samuel Davies (Elliot)

## Sangue freddo
- Titolo originale: Cold Blood
- Diretto da: Ashley Way
- Scritto da: Chris Chibnall

### Trama
Amy e Mo riescono a fuggire dagli esperimenti dei Siluriani imbattendosi in Elliot, tenuto sotto osservazione. Restac, il capo della casta guerriera dei Siluriani, vorrebbe giustiziare il Dottore e Nasreen, ma viene fermata dall'ucciderli con Amy e Mo dal suo superiore Eldane, che intende mantenere la pace con gli umani e inizia quindi a trattare con il gruppo. Nel frattempo, in superficie, Ambrose, madre di Elliot e moglie di Mo, uccide Alaya dopo che questa l'ha provocata e si è rifiutata di aiutare suo padre Tony, la cui ferita sembra essersi infettata, contravvenendo quindi l'ordine del Dottore di non farle nulla per non perdere l'unica merce di scambio con i Siluriani. Eldane, Nasreen e Amy cercano di contrattare un modo in cui umani e Siluriani potrebbero coesistere sulla superficie terrestre, mentre Ambrose e Tony, preoccupati per la reazione delle creature nello scoprire la morte di Alaya, progettano di distruggere la civiltà sotterranea. Intanto Restac progetta un colpo di Stato contro Eldane per muovere guerra contro gli umani, ma il Dottore riesce a scappare con i suoi compagni distruggendo la trivella, mentre Eldane riporta in stato letargico i guerrieri Siluriani sperando in una possibile pace futura. Tony decide di restare per farsi ibernare a propria volta e farsi curare in futuro e Nasreen sceglie di rimanere con lui. Il Dottore, Amy e Rory scoprono nella caverna una crepa simile a quelle viste in precedenza e il Dottore ipotizza che tale crepa stia causando un'esplosione nel tempo, lasciandosi delle "schegge" alle spalle. Estrae quindi dalla fessura un oggetto; in quella arriva Restac, morente a causa dell'esposizione di gas tossici, la quale cerca di uccidere il Dottore sparandogli. Rory, nello spingerlo via, viene colpito al suo posto e resta ucciso tra le braccia di Amy. La crepa assorbe il corpo e lo cancella dall'esistenza, facendolo dimenticare persino ad Amy. Il Dottore scopre che l'oggetto prelevato è un pezzo bruciato del TARDIS.
- Altri interpreti: Arthur Darvill (Rory Williams), Neve McIntosh (Alaya/Restac), Meera Syal (Nasreen Chaudhry), Robert Pugh (Tony Mack), Nia Roberts (Ambrose), Richard Hope (Malohkeh), Stephen Moore (Eldane), Alun Raglan (Mo), Samuel Davies (Elliot)

## Vincent e il Dottore
- Titolo originale: Vincent and the Doctor
- Diretto da: Jonny Campbell
- Scritto da: Richard Curtis

### Trama
Il Dottore e Amy visitano una galleria d'arte in cui sono messi in mostra i capolavori di Vincent van Gogh, ma notando una strana creatura ritratta in un quadro tornano indietro nell'anno in cui il dipinto è stato fatto: in Provenza nel 1890. Il Dottore e Amy conoscono Van Gogh, il quale sembra essere l'unico a vedere la creatura che sta uccidendo le persone della città, un Krafayis, una bestia che viaggia nello spazio, e che si è allontanata dal suo branco smarrendosi. Vincent la uccide, ma poi capiscono che la bestia era cieca, e che quindi faceva del male alle persone solo perché era spaventata, dunque il Dottore, Amy e Vincent non riescono a gioire della vittoria.
Il Dottore porta Van Gogh nel futuro dove vede i suoi dipinti esposti in una galleria, e l'uomo ne rimane commosso, soprattutto quando il Dottore chiede alla guida del museo dove collocherebbe Vincent van Gogh nel mondo dell'arte, e lui risponde semplicemente che è il miglior artista di tutti i tempi. Van Gogh, felice, ritorna nel suo tempo dichiarando che ora cercherà di vivere con più serenità, mentre il Dottore e Amy tornano al museo nel futuro, e la ragazza vede con dispiacere che non è cambiato niente. Infatti Van Gogh si è ugualmente tolto la vita a causa della sua depressione. Il Dottore fa ugualmente capire a Amy che nonostante tutto, quello che lui e la ragazza hanno fatto vedere all'artista è stato sicuramente uno dei momenti migliori della sua vita, e che Vincent ha conservato un bel ricordo di lui e Amy.
- Altri interpreti: Tony Curran (Vincent van Gogh), Bill Nighy (Dr. Black) (non accreditato), Nik Howden (Maurice), Chrissie Cotterill (madre), Sarah Counsell (cameriera), Morgan Overton (scolaro) Andrew Byrne (scolaro).

## Il coinquilino
- Titolo originale: The Lodger
- Diretto da: Catherine Morshead
- Scritto da: Gareth Roberts

### Trama
Il Dottore sta per uscire ma viene spinto fuori da una scossa provocata dall'incapacità della macchina del tempo di atterrare, di conseguenza, lasciando Amy bloccata all'interno del Tardis in un loop continuo di tentativi di atterraggio.
Il Dottore diventa coinquilino di Craig Owens in un appartamento in Aickman Road, indirizzo scritto in un foglietto che gli manderà Amy, e cerca di risolvere il motivo di misteriose sparizioni nell'appartamento in cima alla scala. Craig è innamorato di Sophie, la sua migliore amica, ma non ha il coraggio di confessarglielo. Varie persone scompaiono attraverso l'appartamento sopra a quello di Craig, tutte con la voglia di andarsene. Il Dottore poi scopre che esso non esiste: in realtà si tratta di un'astronave atterrata sulla Terra che cerca di autoripararsi e cercare il perfetto pilota. L'astronave non viene notata grazie al filtro di percezione che la fa apparire come un piano dell'edificio. Le persone scomparse erano state prese dalla navetta che si nutriva del loro desiderio di andarsene. Craig sconvolto dalla stranezza del Dottore che sembra particolarmente simpatico a Sophie e desideroso di rubargli il lavoro (Craig aveva toccato della "muffa", in realtà ciò che ne rimane delle persone sacrificate dal piano superiore, a casa sua e si era ammalato) lo manda via. Il Dottore come ultima risorsa spiega chi è e perché è lì sbattendo la sua testa contro la sua trasmettendo le informazioni. Subito dopo sentono dei rumori dal piano di sopra. Sophie è stata presa dell'astronave. Riescono a salvarla ma l'astronave sembra ora volere il Dottore, così potente che farebbe esplodere l'intero sistema solare. Craig rischia la vita, ma il Dottore cerca di fargli capire che per combattere l'astronave deve contrastare il suo desiderio di partire, e che la cosa che lo tiene fermo dove si trova è l'amore per Sophie, trovando anche finalmente il coraggio di dirglierlo. L'astronave scompare e il Dottore, terminata la missione, saluta Craig e Sophie.
Amy, frugando nella giacca del dottore, trova l'anello di Rory.
- Altri interpreti: James Corden (Craig Owens), Daisy Haggard (Sophie), Owen Donovan (Steven), Babatunde Aleshe (Sean), Jem Wall (Michael), Karen Seacombe (Sandra), Kamara Bacchus (Clubber)

#### Curiosità
- Quando Craig va al frigorifero per vedere lì appesa una foto di lui e Sophie si può notare accanto alla foto un biglietto d'ingresso per la mostra di capolavori di Vincent van Gogh (protagonista insieme al Dottore dell'episodio precedente).
- Quando il Dottore gioca nella squadra di calcio di Craig, indossa la maglia numero 11, numero che corrisponde alla sua incarnazione.

## La Pandorica si apre
- Titolo originale: The Pandorica Opens
- Diretto da: Toby Haynes
- Scritto da: Steven Moffat

### Trama
Gli amici del Dottore trovano un misterioso quadro di Vincent van Gogh e lo passano nel tempo, finché non arriva a River Song che gli mostra il quadro, che rappresenta il TARDIS al centro di un'esplosione. Poi River Song indirizza il Dottore a Stonehenge nel 102 d.C. perché la Pandorica, che si trova sotto alle pietre di Stonehenge, si sta per aprire; secondo un'antica leggenda la Pandorica racchiude in sé il guerriero più potente dell'universo. Tutti i nemici del Dottore (tra cui i Dalek, i Cybermen e i Sontaran), vogliono affrontare il Dottore; intanto lui, River e Amy, chiedono aiuto ai centurioni romani, per combatterli. Incredibilmente tra esse figura pure Rory, del quale Amy non ha più ricordi. River scopre che tutto quello che sta succedendo è soltanto una proiezione dei ricordi di Amy: le pietre di Stonehenge sono di origine aliena e riflettono i ricordi della ragazza: i centurioni in realtà sono Auton, tra cui Rory, che Amy continua a ricordare subconsciamente. Infatti tutti i nemici del Dottore sono convinti che il TARDIS sia la causa delle crepe che stanno distruggendo l'universo e siccome solo il Dottore lo sa pilotare lo rinchiudono nella Pandorica: viene rivelato che sono stati loro a crearla unendo i sigilli più potenti dell'universo, infatti è il Dottore il guerriero più potente dell'universo di cui parlava la leggenda. Rory, nonostante non voglia, non riesce a resistere alla sua natura di Auton e dunque ferisce Amy, che cade tra le sue braccia morente. Intanto qualcuno che corrisponde al nome di Silenzio ha manomesso il TARDIS, che esplode: è stata proprio l'esplosione della macchina del tempo che ha causato le crepe nel tempo e nello spazio.
- Altri interpreti: Arthur Darvill (Rory Williams), Alex Kingston (River Song), Tony Curran (Vincent van Gogh), Bill Paterson (Dr. Bracewell), Ian McNeice (Winston Churchill), Sophie Okonedo (Elisabetta X/Liz 10), Marcus O'Donovan (Claudio), Clive Wood (Comandante), Christopher Ryan (Comandante Stark), Ruari Mears (Cyber Leader), Paul Kasey (Judoon), Howard Lee (Dr. Gachet), Barnaby Edwards (Dalek), Simon Fisher-Becker (Dorium Maldovar), Joe Jacobs (guardia), Chrissie Cotterill (Madame Vernet), David Fynn (Marcellus)

## Il Big Bang
- Titolo originale: The Big Bang
- Diretto da: Toby Haynes
- Scritto da: Steven Moffat

### Trama
Il silenzio è calato sull'Universo. La Terra è l'unico pianeta rimasto. Tutti i nemici del Dottore si sono pietrificati poiché, essendo l'universo esploso praticamente in ogni tempo, ha cancellato la realtà e dunque essi sono diventati soltanto ombre di ciò che erano. Solo il Dottore, Amy e Rory si sono salvati dato che loro sono nell'occhio del ciclone. Rory libera il Dottore dalla Pandorica con il suo cacciavite sonico, infine vi rinchiudono Amy ormai morente, perché la prigione la salverà dato che nemmeno la morte può entrare nella Pandorica. Usando il manipolatore vortex di River il Dottore va avanti nel futuro, di 1894 anni in avanti, quando il mondo è andato avanti con una nuova linea temporale, in cui le stelle sono soltanto una leggenda e solo la piccola Amy di questa realtà si ricorda di esse perché quando era piccola è cresciuta vicino alla crepa temporale dell'esplosione del TARDIS, e dunque può riconoscere i cambiamenti temporali. La Amy di questa realtà apre la Pandorica, visto che essa è programmata per il DNA di Amy, liberando la sua versione alternativa. La Pandorica si trova in un museo, insieme ai nemici pietrificati del Dottore. Amy scopre che per quasi duemila anni l'Auton Rory ha vegliato su di lei. Purtroppo la luce sprigionata dalla Pandorica rianima un Dalek pietrificato. Il Dottore, Amy e Rory scappano dal nemico. Nel frattempo il Dottore scopre che la Terra nel corso degli anni è sopravvissuta grazie a quello che sembra il Sole, che l'ha riscaldata: ma il Sole è esploso come tutte le altre stelle, e quello che brucia è il TARDIS, rimasto in una fase di stasi temporale in cui continua a esplodere in ogni momento del tempo, e al suo interno c'è River, che il TARDIS ha protetto. Il Dottore la porta via di lì con il manipolatore vortex. Il Signore del Tempo capisce che il Dalek si è rianimato grazie alla luce della Pandorica, che racchiude in sé l'essenza del vecchio universo. Il Dalek colpisce il Dottore con la sua arma laser e River lo distrugge. Il Dottore ha un piano, lanciarsi con la Pandorica al centro dell'esplosione del TARDIS grazie al manipolatore vortex, così l'esplosione potrà diffondere la luce della Pandorica e ricreare il vecchio universo. Il piano riesce e le crepe spaziotemporali si chiudono, ma il Dottore scompare e viene cancellato dai ricordi di tutti. Tutto torna alla normalità: Rory e Amy si sposano e lei non ricorda niente del Dottore, ma River le regala il suo diario con dentro registrati i suoi incontri con il Dottore. La ragazza, come tutti, improvvisamente si ricorda del suo amico e lui ritorna a esistere con il suo TARDIS.
Il Dottore festeggia il matrimonio dei suoi amici. Infine lui e River si salutano. Lui le chiede se lei è sposata, e la donna le risponde con un sì. Il Signore del Tempo deve ancora capire chi ha manomesso il suo TARDIS creando l'esplosione, e chi o che cos'è il Silenzio. L'episodio si conclude con Amy e Rory che salgono sul TARDIS per vivere nuove avventure con il loro amico.
- Altri interpreti: Arthur Darvill (Rory Williams), Alex Kingston (River Song), Caitlin Blackwood (Amelia Pond bambina), Susan Vidler (Zia Sharon), Frances Ashman (Christine), Barnaby Edwards (Dalek pietrificato), William Pretsell (Dave), Halcro Johnston (Augustus Pond), Karen Westwood (Tabetha Pond), Nicholas Briggs (voce dei Dalek)

#### Curiosità
In questo episodio il TARDIS viene identificato da Amy come ciò che bisogna avere a un matrimonio:
- Qualcosa di vecchio.
- Qualcosa di nuovo (visto che si era riformato da poco).
- Qualcosa preso in prestito (il Dottore non ha mai ammesso che in realtà era un furto).
- Qualcosa di blu.

Lo è però anche il diario che River dona a Amy per farle ricordare il Dottore in quanto è vecchio perché River ce l'ha da tempo, è nuovo perché visto che il Dottore non esiste più le pagine sono bianche, è preso in prestito da River stessa ed è blu.
Tale osservazione è fatta da Rory quando Amy chiede per quale motivo sia lì.